# Demon’s Souls
Demon's Souls (яп. デモンズソウル Demonzu Souru, с англ. — «Души демона») — компьютерная ролевая игра в жанре тёмного фэнтези, разработанная японской компанией From Software (с участием SCE Japan Studio) эксклюзивно для игровой приставки PlayStation 3. Игра была выпущена 5 февраля 2009 года в Японии, под издательством Sony Computer Entertainment, и 7 октября 2009 года в Северной Америке, под издательством компании Atlus. В Европе игра вышла 25 июня 2010 года, под издательством Namco Bandai.
Действие игры проходит в мире, вдохновленном средневековой Европой, но при этом полностью вымышленном. Игрок, управляющий вручную созданным персонажем, попадает в царство Болетарии, которое было разорено про́клятым туманом, вызывающим демонов, жадных до человеческих душ. Игра преподносится как идейный наследник серии King's Field, прошлых игр того же разработчика, геймплей которых строится с участием системы создания персонажа с упором на сбор добычи в бою с противниками, в серии нелинейных уровней посреди всего игрового мира, используя при этом уникальную систему онлайнового мультиплеера, интегрированного в одиночную игру, где игроки могут оставлять полезные записи и предупреждения, которые можно найти в мирах других игроков.
После релиза в Японии и Северной Америке Demon’s Souls была хорошо воспринята критиками и получила немалое количество наград. Восхваляя арт-дизайн в стиле тёмного фэнтези, разнообразие развития боевых навыков персонажа и интегрированный онлайновый мультиплеер, они отметили высокую сложность, преподнося игру как настоящий вызов.
Ремейк для PlayStation 5 от Bluepoint Games вышел 12 ноября 2020 года в Северной Америке и Океании и 19 ноября в остальном мире.

## Игровой процесс
Demon’s Souls — это экшен-ориентированная ролевая игра, где игрок сражается с демонами в различных фэнтезийных мирах. Игрок управляет персонажем от третьего лица, которого он создаёт в самом начале игры. Есть возможность выбрать такие качества, как пол, возраст, имя и боевой класс. Присутствует 10 различных стартовых классов, от рыцарей и варваров до воров и магов, каждый со своим набором качеств, экипировки, магии и оружия, которые дают начальный вектор использования тактик защиты и нападения.
По мере убийства демонов игрок получает души, которые являются универсальной внутриигровой валютой. Область её применения включает в себя покупку, ремонт и усовершенствование оружия, повышение качеств самого персонажа, таких как сила, удача или выносливость. Вместе с душами игрок получает предметы, например оружие или руду для усовершенствований. Когда игрока первый раз убивают во время прохождения уровня, он попадает в самое его начало, при этом все враги (за исключением боссов) воскресают, а игрок теряет часть здоровья и все неиспользованные души. Если же игроку удается возвратиться в место, где его последний раз убили, то он возвращает себе потерянные души, но если он будет убит ещё раз до этого, то все души будут потеряны навсегда. После убийства босса игрок может перемещаться на место его гибели, и тем самым продвигаться все дальше и дальше вглубь текущего мира. Между битвами игрок может отдохнуть в Нексусе — особом измерении, где собираются все потерянные души и где есть возможность обменять души, сдать на хранение экипировку и трофеи и перемещаться между регионами общей реальности.
Игровой процесс может меняться в зависимости от мировой и субъективной тенденции, которые могут быть как белыми, так и чёрными. Тенденция зависит от действий игрока, таких как помощь NPC или их убийство. Во время белой враги слабее, но и количество душ и качество оружия тоже падает; во время чёрной враги становятся сильнее, но и выручка также будет выше. Игрок может манипулировать тенденцией для достижений своих текущих целей. Субъективная тенденция влияет на игрока в общем, а мировая — на регион, где было выполнено то или иное действие.

### Сетевые особенности
Во время соединения с PlayStation Network онлайновые особенности игры интегрируются в одиночное прохождение игрока. Во время прохождения уровней игрок может видеть кратковременные «привидения» других персонажей, которые могут указать на секретные проходы и рычаги. Когда игрок умирает, он оставляет кровавые лужи, которые появляются в параллельных мирах других игроков и при активации показывают последние 5-10 секунд жизни, чем потенциально помогают другим игрокам не попасть в ту же ловушку. Кроме того, игрок может оставлять сообщения на полу, которые тоже могут быть хорошей помощью в прохождении другими определённого участка, к примеру раскрывая тактики убийства боссов, безопасные пути, полезные действия и так далее.
Во время путешествия с другими игроками в игре хоста могут участвовать три персонажа, помогая ему в прохождении и получая взамен свои настоящие тела в случае успешного убийства боссов. Также игрок может вторгаться в чужое приключение в качестве Чёрного фантома, чтобы сразиться с хостом. Если Чёрному фантому удаётся убить хоста, то он получает своё настоящее тело, в случае поражения хост получает часть его душ.
28 февраля 2018 года после отключения серверов возможность кооперации, сражений, а также все кровавые пятна и сообщения, оставленные игроками, пропали.

## Сюжет
Действия игры происходят в королевстве Болетария (англ. Boletaria), управляемом старым королём Аллантом XII (англ. King Allant XII). Из-за своей алчности, в поисках силы и благополучия король использовал тёмный ритуал призыва сил душ, который сделал Болетарию процветающим государством, каким она оставалось вплоть до того, как «Густой Туман (англ. Deep Fog)» не отрезал королевство от всего остального мира. Соседние королевства отправляли своих разведчиков в Болетарию, однако после того, как они входили в туман, они уже не возвращались обратно. Так было до тех пор, пока одному из них не удалось выбраться из тумана и рассказать о том, что произошло в Болетарии. Когда Аллант начал использовать души для обогащения собственного королевства, он пробудил Старейшего (англ. Old One), древнего и могучего демона, находящегося под Нексусом (англ. Nexus), скрытым храмом, который связывает вместе северные земли Болетарии. Вместе с пробуждением Старейшего в мир ворвался и «Густой Туман», позволивший демонам, падким на человеческие души, попасть в мир людей. Демоны охотились на людей и забирали их души. Тот, кто оставался жив, потеряв душу сходил с ума. Не встречая сопротивления, туман начал распространяться за пределы Болетарии.
Игрок принимает на себя роль храброго воина, который проходит через туман и находит потерянное королевство; однако, во время исследования замка герой сталкивается со злым демоном Авангардом (англ. The Vanguard). Победить Авангарда на данном этапе практически невозможно, но если герою всё-таки удастся его одолеть, то тогда ему придётся встретиться с другим жестоким демоном, Драконьим Богом (англ. Dragon God), который точно убьёт протагониста. С обоими демонами игроку придётся встретиться в игре ещё раз. После смерти герой в форме души появляется в Нексусе. Там его встречает Дева в Чёрном (англ. Maiden in Black), таинственная и слепая смотрительница Нексуса, которая даёт герою задание отправиться в Болетарию и найти души всех демонов, чтобы обрести силу, и, в конечном итоге, освободить королевство от власти Старейшего.
Один за другим герой побеждает всех сильных демонов, которые обитают в пяти доступных герою локациях Болетарии. После того, как герой убьёт главных демонов на каждой локации, Дева в Чёрном отведёт его под Нексус, к самому Старейшему. В логове Старейшего герой находит и убивает короля Алланта. Во время последней битвы Аллант заявляет, что человечество слишком жестоко, и страдает из-за этого, а Старейший поступит милосердно, если положит конец его трагическому существованию. После поражения, Аллант говорит герою: «Глупец! Разве ты не понимаешь? Никто не хочет продолжать [жить]».
В конце игроку приходится сделать выбор. Убить Деву в Чёрном и встать на сторону Старейшего, превратившись тем самым в могущественного демона, или просто уйти, дав Деве усыпить Старейшего и спасти Болетарию вместе со всем остальным миром.

## Разработка

### Выпуск
Demon’s Souls была анонсирована в конце 2008 года и планировалась для выпуска в Японии, а позже и в других частях Восточной Азии, включая Китай и Южную Корею. Первый релиз произошёл 5 Февраля 2009 года в Японии и Азии, и Sony Computer Entertainment не планировали выпуск игры где-то ещё. Вместо этого, обнаружив всеобщую позитивную реакцию на игру, Atlus анонсировала выпуск Demon’s Souls в Северной Америке, продвигая её на Electronic Entertainment Expo 2009 (E3) и выпустив чуть позже, 7 Октября этого же года. Северо-Американская версия работает на отдельных онлайновых серверах, в связи с чем игроки других регионов не могут с ними взаимодействовать. То же самое можно сказать и про сохраненные игры: Азиатские «сейвы» не подходят к Северо-Американской версии игры, и наоборот.
16 апреля 2010 года, Namco Bandai анонсировала выпуск Demon’s Souls в Европе к 25 июню 2010 года.
28 февраля 2018 года онлайн-сервера были отключены.

## Ремейк
11 июня 2020 года компания Sony провела презентацию Future of Gaming, показав стартовую линейку игр для PlayStation 5, где был объявлен разрабатываемый Bluepoint Games ремейк Demon’s Souls для этой консоли. Он вышел 12 ноября 2020 года в Океании и Северной Америке и 19 ноября в остальном мире (вместе с выпуском самой консоли).

## Оценки, награды и критика
| Сводный рейтинг    | Сводный рейтинг |
| Агрегатор          | Оценка          |
| ------------------ | --------------- |
| GameRankings       | 89,72 %         |
| Metacritic         | 89/100          |
| Иноязычные издания |                 |
| Издание            | Оценка          |
| Edge               | 9/10            |
| Eurogamer          | 9/10            |
| Famitsu            | 29/40(7/9/6/7)  |
| GamePro            | [ 21 ]          |
| GameSpot           | 9/10            |
| GamesRadar+        | 9/10            |
| GameTrailers       | 8,9/10          |
| IGN                | 9,4/10          |
| OPM                | 8/10            |
| Dengeki            | 95/85/85/85     |

Demon’s Souls разошёлся 39 966 копиями в первую неделю выпуска в Японии, увеличив продажи PlayStation 3 в этом регионе. В декабре 2009 года там же было продано 134 585 копий. В Северной Америке игра дебютировала на одиннадцатом месте продаж всех игр, судя по чартам NPD Group; проданных копий было 150 000 штук в первую неделю и до 250 000 к концу первой четверти 2010 года.
После выпуска игры в Японии, Demon’s Souls была тепло встречена критиками. Dengeki поставили 95/85/85/85, говоря, что «фанаты игр старой школы будут плакать от счастья». Famitsu дали 29 из 40 (7/9/6/7), со следующим комментарием от их «хардкорного» редактора: «игра научит вас как играть через поражения — вы частенько будете лицом к лицу с внезапной смертью. Но! Продолжайте играть… и вы поймете насколько такая концепция глубока»; при этом их «казуальный» редактор посчитал, что игра «слишком стоическая… это игра далеко не для всех».
После выхода в Северной Америке, критики очень тепло отреагировали на выход игры, среднее численное значение отзывов на GameRankings находится на отметке 90 % и 89/100 на Metacritic. Несмотря на высокую сложность, многие рецензирующие отметили эту деталь в позитивном ключе, говоря, что она помогает игре быть более вознаграждающей за усилия. GameSpot назвал высокую сложность «честной», говоря, что «игроки будут получать очень много урона, пока не выучат все тонкости поведения каждого врага, но боевая система подходит идеально». IGN высказали свою точку зрения, поощряя игроков, которые «могут вспомнить старые-добрые времена, когда игры учили с помощью весьма эффективного использования отрицательного подкрепления и высокую цену за неосторожную игру». Game Informer назвал её «одной из первых по-настоящему великих японских РПГ этого поколения, и, несомненно, наиболее выдающейся». Official U.S. PlayStation Magazine при этом, комментируя игру в общем, заметил, что Demon’s Souls «лучше оставить более мазохистским, хардкорным игрокам».
GameZone прокомментировали онлайновый аспект, называя его «инновационным» и «идеально встроенным в игру», когда Game Revolution чувствовали, что он «превращает одиночный опыт в удивительно коллективный». В техническом плане и по дизайну Games Radar назвал её «графически потрясающей, а также больше похожей на старые игры Ultima, нежели на что-либо когда-либо выпущенное в Японии». Game Trailers отметили, что игра «удерживает своим дарк-фэнтезийным стилем» и «музыкой от настоящих инструментов». При этом они отметили небольшие проблемы с внутриигровой физикой, называя её «нервной». Вскоре после её Северо-Американского релиза, ScrewAttack определили Demon’s Souls в восьмёрку лучших эксклюзивных игр для PS3.
Несмотря на отсутствие выпуска в Европе, европейские критики рецензировали импортированные копии. Eurogamer назвал Demon’s Souls «стоичной, бескомпромиссной, тяжёлой для обучения, но при этом глубокой, интригующе пугающей и извращенно награждающей», когда Edge обосновали их позитивный взгляд на сложность фразой «если конечная привлекательность игры заключается в обучении и освоении новых навыков, тогда, конечно, острые ощущения можно получить после самых трудных уроков», подытоживая «для тех, кто процветает под строгим испытанием Demon’s Souls, нет более великого чувства виртуального достижения».
Положительные отзывы о Demon’s Souls сделали коммерческое выступление игры довольно уникальным, ибо фактической маркетинговой кампании у игры совсем не было. Игровой аналитик Jesse Divnich прокомментировал: «Demon’s Souls возможно одна из самых статистически значимых видеоигр в истории, так как она помогает найти ответ на часто задаваемый вопрос: сколько копий игры высочайшего качества можно продать, если её не поддерживать массовым маркетингом и продвижением, выпуская почти неизвестным издателем (это ни в коем случае не оскорбление Atlus), и будучи совершенно новой интеллектуальной собственностью». С критическим и коммерческим успехом игры, вице-президент международной Sony Computer Entertainment Yeonkyung Kim признал, что было «ошибкой» отказаться от её выпуска, делая возможным издать её компанией Atlus, в связи с беспокойством о её сложности и необычными дизайнерскими решениями.
Один из основателей BioWare Грег Зещук рассуждая о жанре jRPG сказал следующее: «Я очень люблю Demon’s Souls, но диалоговая система в этой игре просто смехотворна: когда игра спрашивает вас, хотите ли вы совершить то или иное действие, она всегда даёт на выбор два варианта ответа. Но даже если несколько раз нажать „нет“ — от этого ничего не изменится! Ах, так вы хотите, чтобы я выбрал „да“? И это, увы, лучше всего характеризует весь жанр jRPG».

### Награды
GameSpot, в их «Лучших и Худших Наградах 2009» назвали Demon’s Souls лучшей в номинациях Лучшая Игра Года Из Всех Выпущенных, Лучшая Игра на PS3, Лучшая Ролевая Игра и Игра с Самой Оригинальной Механикой за интегрированный онлайн. Game Trailers наградил её званием Лучшей РПГ и Лучшей Новой Интеллектуальной Собственностью, тогда когда RPGFan наградили её Лучшей РПГ для PS3. и Лучшей Консольной Экшн-РПГ. IGN также назвали игру Лучшей РПГ для PS3. X-Play дал награду за мультиплеерную Лучшую Геймплейную Инновацию. PC World дал игре титул Лучшей Игры Года. RPGamer дал Demon’s Souls звание Лучшей РПГ 2009 года, дав в довесок Лучшую Графику и Лучшую РПГ для PS3.
Сайт «Игромания.ру» назвал Demon’s Souls главной игрой седьмого поколения и отметил, что «Хидэтака Миядзаки вместе со своей студией вернул в индустрию давно забытые традиции и подарил игрокам новые или основательно забытые ощущения борьбы, исследования и сладости триумфа».